# Макама
Макама (араб. مقامة‎ сеанс, собеседование) — жанр арабской литературы, плутовские повести в рифмованной прозе со стихотворными вставками, повествующие о приключениях талантливых и образованных мошенников. Жанр впервые появляется у Бади аз-Замана, составившего около 1000 года сборник макам, который был доведён до совершенства аль-Харири (1054—1122).
Оказал влияние и на еврейскую поэзию.